# Michele Rak
Michele Rak (Napoli, 30 ottobre 1940) è un critico letterario, italianista e saggista italiano.

## Biografia
Michele Rak è un teorico delle dinamiche delle culture e della funzione dei linguaggi d'arte nel mutamento sociale. È un critico letterario, uno storico delle idee, uno degli studiosi europei del patrimonio culturale. Ha pubblicato studi sulla cultura  della Modernità e sui suoi linguaggi d'arte: le feste, la tradizione letteraria, la pittura votiva, la fiaba, il teatro.
È tra gli iniziatori della ricerca in alcuni settori delle scienze umanistiche:
- la struttura della tradizione letteraria (i generi della letteratura d'intrattenimento, la società letteraria, la fiaba);
- la comunicazione del patrimonio culturale e la funzione sociale dell'immagine;
- le fasi della Modernità – dal Barocco alla cultura mediale;
- la lettura e la circolazione delle idee attraverso il libro e altri media;
- la produzione degli immaginari e le loro dinamiche.

Già Professore Ordinario dell'Università di Siena, ha insegnato Sociologia della letteratura presso l'Università di Napoli (1965-1985), Letteratura italiana presso l'Università di Palermo (1985-1989). 
Ha tenuto la cattedra di Storia della critica e della storiografia letteraria dal 1989 presso l'Università di Siena e di Sociologia dell'arte e della letteratura (Facoltà di Lettere di Arezzo).
Nel campo del patrimonio culturale italiano organizza seminari e realizza audiovisivi sulla comunicazione dei Beni culturali. Esperto di divulgazione, ha progettato la fase iniziale dell'home video (1988-1989) e coordinato il progetto sulla comunicazione radiotelevisiva RAI-Treccani.
Nel settore dell'analisi di mercato e della progettazione editoriale lavora sui trend, sul marketing, e sugli scenari del mercato del libro e degli audiovisivi. Ha realizzato il Virtual Museum of Photography per l'Unione Europea.
Ha studiato gli insiemi testuali della devozione (gli ex voto), della comunicazione politica nella città moderna (le feste), i generi (dalla storia della filosofia al romanzo rosa), la genesi del racconto fiabesco nella cultura europea della prima modernità, le dinamiche dei rapporti tra canone e cultura subalterna nel genere della fiaba barocca, i processi storici di affermazione della lingua letteraria napoletana nella cultura europea dal barocco al contemporaneo, il ruolo dei linguaggi d'arte nella rappresentazione sociale e nella sollecitazione del mutamento, il rapporto tra istituzioni culturali e linguaggio politico a Napoli nel Seicento.
Nel 2000 ha fondato l'Osservatorio permanente europeo della lettura e la Scuola di dottorato di ricerca in Scienze del testo (Sezione Letteratura, cultura visuale e comunicazione). Ha fondato nel 1997 e diretto fino al 2010 la scuola di Dottorato di ricerca in Scienze del testo.
Il 9 febbraio 2012 è stato nominato dal Parlamento Europeo uno dei 13 esperti per il marchio del patrimonio culturale europeo (European panel for the "European Heritage Label").
Dal 1970 ha composto romanzi fantastici su enigmi corporali e passionali. Nel 2007 ha terminato l'art-thriller intitolato La Venere perduta (Salani Editore 2010), fondato sul patrimonio culturale europeo e i suoi traffici, violenze, mercati e desideri. Il romanzo di memoria Il garofano turco (Tullio Pironti) è del 2017. 
È zio di Alessandro Rak.

## Principali pubblicazioni

### Letteratura e storia della cultura del Seicento
- Una teoria dell'incertezza. Note sulla cultura napoletana del secolo XVII , in «Filologia e letteratura» fasc. III (1969), pp. 233–297.
- La parte istorica, Napoli, Guida, 1971, pp. 197.
- G. Valletta, Opere filosofiche, a cura di M.R., Firenze, Olschki, 1974, pp. 622.
- La fine dei grammatici. Teoria e critica della letteratura nel tardo Seicento italiano, Roma, Bulzoni, 1975, pp. 470.
- Ciro di Pers, Poesie, a cura di M.R., Torino, Einaudi, 1978, pp. 492.
- Lettere del Regno ad Antonio Magliabechi, Napoli, Guida, 1979, pp. 1463, 2 voll. (in collab.).
- L'immagine stampata e la diffusione del sapere scientifico a Napoli tra Cinquecento e Seicento, in Aa. Vv., Atti del convegno Galileo a Napoli, Napoli, Guida editore, 1987, pp. 227–320.
- Viaggio oltre il Barocco della Sicilia d'oriente, Palermo, Enzo Sellerio, 1989, pp. 157.
- Lezioni di scienze, di letteratura e d'arte dell'Accademia del duca di Medinaceli, Napoli, Istituto Italiano per gli Studi Storici (nella collana diretta da Giovanni Pugliese Carratelli, 2000-2003, 5 voll.).

### Studi sulla cultura della Modernità - le feste, gli ex voto, il teatro, il barocco
- Per grazia ricevuta. Le tavolette dipinte ex voto per il santuario della Madonna dell'Arco, Napoli, CST Cooperativa editrice, 1983.
- La lingua del voto, in Aa. Vv., La madre bella. Storia della tradizione devota del Santuario di Pompei, Pompei 1990, pp. 51–99.
- Il teatro meccanico. Piaceri e forme della tradizione dei pupi in area napoletana, in «Quaderni di teatro» IV n.13 (1981), pp. 46–59.
- A dismisura d'uomo. Feste e spettacolo del barocco napoletano (pp. 259–312); Arte del fuoco e altre arti della festa barocca. Roma e Napoli tra Seicento e Settecento (pp. 313–363), in Aa. Vv. , Bernini e le arti visive, Roma, Istituto dell'Enciclopedia Italiana, 1987.
- La mostra del sé. Corpo e apparati del corpo nella festa barocca (pp. 845–886); Il sistema delle feste nella Napoli barocca (pp. 299–327), in Aa. Vv., Centri e periferie del barocco, vol. I (Il barocco romano e l'Europa), vol. II (Barocco napoletano), Roma, Istituto Poligrafico e Zecca dello Stato, 1992.
- Genesi dell'opera buffa, in «Esperienze letterarie», Napoli 1994.
- L'occhio barocco. Dieci lezioni su immagini, teatro e poesia da Napoli a Roma, Firenze e oltre, Palermo, Duepunti Edizioni, 2011, ISBN 978-88-89987-50-6.
- A dismisura d'uomo, feste e spettacoli del barocco tra Napoli e Roma, Palermo, Duepunti Edizioni, 2011, ISBN 978-88-89987-83-4.

### Comunicazione dei beni culturali
- Il collegio di Santa Caterina ad Arezzo in un album fotografico di primo ‘900, Arezzo 1993, pp. 93.
- Opere d'arte e arredi del Collegio di Santa Caterina in Arezzo, Roma, Gangemi, 1995, pp. 246.
- Il collegio Principe di Piemonte e la chiesa di San Pietro in vineis in Anagni, a cura di M.R., Roma, INPDAP, 1997.
- Il libro di figura. Introduzione all'immaginario infantile tra gli anni Trenta e Cinquanta attraverso i disegni di Mario Pompei, in Aa. Vv., Mario Pompei. Scenografo, illustratore e cartellonista (1903-1958), Electa Milano 1993.
- Pirandello illustrato, «Rivista di studi pirandelliani» S. III, 11 (1993), pp. 83-92.
- Massimo Troisi. Una vita per immagini, in «La città nuova» 2-3 (1995).

### Teoria della fiaba e storia della cultura napoletana
- La tradizione letteraria popolare-dialettale napoletana dalla conquista spagnola alla rivoluzione di Masaniello, in Aa. Vv., Storia di Napoli vol.IV**, 1973-1974 pp. 575–747.
- La maschera della fortuna. Letture del Basile «toscano», Napoli, Liguori, 1976, pp. 303.
- Iconogrammi fiabeschi. Materiali per la storia del racconto d'immagine, in «Quaderni del Circolo Semiologico Siciliano» pp. 15–16.
- Storia breve del racconto fiabesco, in M. Rak-D. Rea, Fiabe Campane, Milano, Mondadori, 1984, pp. 1–63.
- G. B. Basile, Lo cunto de li cunti, testo della prima edizione del 1634-1636, traduzione a fronte, note, a cura di Michele Rak, 9ª ed., Milano, Garzanti, 2013  [1985], ISBN 978-88-11-36757-4.
- Psyche in barocco. Dal racconto fiabesco al teatro di corte, in Atti e memorie dell'Arcadia, vol. 7, Roma, Biblioteca dell'Arcadia, 2018-2019, ISBN 978-88-9359-253-6.
- Napoli gentile. La letteratura in «lingua napoletana» nella letteratura barocca, Bologna, Il Mulino, 1995, ISBN 88-15-04338-1.
- Una letteratura tra due crisi (1709-1799), in Aa. Vv., Storia e civiltà della Campania diretta da G. Pugliese Carratelli, Electa Napoli 1995.
- L'immagine di una capitale. Identità e letteratura in due guide di Napoli (1588-1630), in Aa. Vv., Le aperture del testo. Studi per Maria Carmela Coco Davani, Palermo 1995, pp. 389-428.
- L'invenzione della fiaba, «I protagonisti della storia di Napoli. Giambattista Basile» (1995).
- Logica della fiaba, fate, orchi, gioco, corte, fortuna, viaggio, capriccio, metamorfosi, corpo, Milano, Bruno Mondadori, 2005, pp. 285. ISBN 88-424-9613-8.
- Da Cenerentola a Cappuccetto rosso, Milano, Bruno Mondadori, 2008, pp. 250, ISBN 978-88-424-2035-4.
- Via dal sonno in Aa. Vv., Oltre la città del libro, a cura di G. Zaganelli, Milano, Lupetti, 2008, ISBN 978-88-8391-224-5.
- L'occhio barocco. Dieci lezioni su immagini, teatro e poesia da Napoli a Roma, Firenze e oltre, Palermo, Duepunti Edizioni, 2011, ISBN 978-88-89987-50-6.
- La Gatta Cenerentola e altre storie, Milano, Garzanti, 2017, ISBN 978-88-11-81136-7.

### Teoria della letteratura e studi sulla società industriale avanzata
- Sette conversazioni di sociologia della letteratura, Milano, Feltrinelli, 1980, pp. 123.
- La produzione dell'arte nella società industriale, Palermo, Palumbo, 1981.
- La società letteraria. Scrittori e librai, stampatori e pubblico nell'Italia dell'industrialismo, Venezia, Marsilio, 1990, pp. 213.
- L'uomo duale. Una metafora dell'industrialismo, in Aa.Vv., Pinocchio fra i burattini, Firenze, La Nuova Italia, 1993, pp. 29-51.[2]
- Rosa. La letteratura del divertimento amoroso, Roma, Donzelli, 1999, ISBN 88-7989-486-2.
- La moda in Italia. Il Novecento, Roma, Palombi, 2003, ISBN 88-7621-405-4.
- Mercato e romanzo, Napoli, Liguori, 2007, ISBN 978-88-207-4045-0.
- La letteratura di Mediopolis. Divertimento devianza simulazione gioco fuga evasione divieti conflitto impulso piacere. Alcune note per una teoria della letteratura nella cultura mediale, Fausto Lupetti Editore, 2010.
- Format, con W. Ingrassia, Milano, Mondadori, 2013, ISBN 978-88-6184-057-7.
- Michele Rak - Maria Catricalà (a cura di), Vestirsi e svestirsi dopo il 2001. Una filosofia delle mode per Mediopolis, in Global fashion. Spazi, linguaggi e comunicazione della moda senza luogo, Milano, Mondadori, 2013,  pp. 3-57, ISBN 978-88-6184-228-1.
- Marco Accordi Rickards e Francesca Vannucchi, Intrattenimento, simulazione, lavoro nel mercato dell'immaginario, in Il videogioco. Mercato, giochi e giocatori, con introduzione di Michele Rak, Milano, Arnoldo Mondadori Editore, 2013,  pp. VII-XXXI, ISBN 978-88-6184-237-3.
- Esercizi con lo sguardo, Napoli, Guida, 2019, ISBN 978-88-6866-415-2.
- Lo stile italiano tra Mediopolis e le devianze vestimentarie, Roma, Istituto dell'Enciclopedia Italiana, 25 aprile 2015. URL consultato il 13 maggio 2022.
- necessariamente, in Enciclopedia dantesca, Roma, Istituto dell'Enciclopedia Italiana, 1970. URL consultato il 13 maggio 2022.

### Narrativa
- La Venere perduta, Salani, Firenze, 2010, ISBN 978-88-6256-206-5.
- Il Garofano turco, Tullio Pironti, Napoli, 2018, ISBN 978-88-7937-738-6.